# Asmea
Asmea is een geslacht van spinnen uit de  familie van de Stiphidiidae.

## Soorten
- Asmea akrikensis Gray & Smith, 2008
- Asmea capella Gray & Smith, 2008
- Asmea hayllari Gray & Smith, 2008
- Asmea mullerensis Gray & Smith, 2008